# Македонці в Болгарії

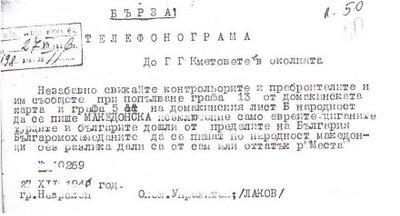
Факсиміле телеграми з дорученням Неврокопського губернатора під час перепису населення в районі в грудні 1946 року. В інструкції говорилося, що офіційні переписники повинні записувати як «македонців» усіх місцевих жителів.

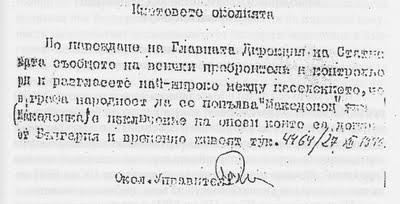
Факсиміле телеграми з інструкціями щодо перепису населення в Болгарії в 1946 році з наказом контролерам усіх жителів Піринської Македонії зарахувати до «македонців».

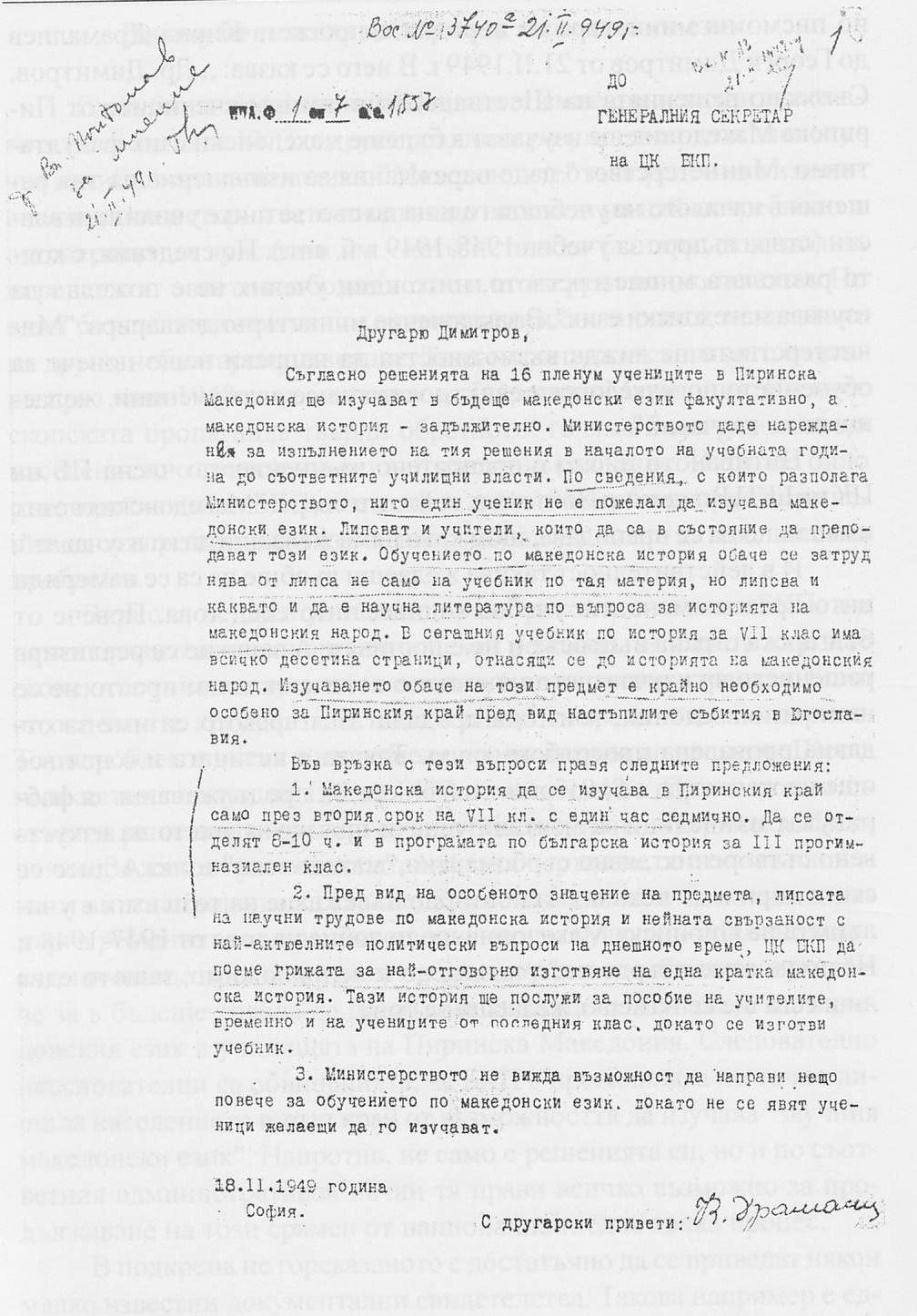
Лист болгарського міністра освіти Кирила Драмалієва від 18 лютого 1949 року повідомляє генерального секретаря ЦК Болгарської комуністичної партії та прем'єр-міністра Георгія Димитрова про те, що студенти з Піринської Македонії не хочуть вивчати нещодавно кодифіковану македонську мову.

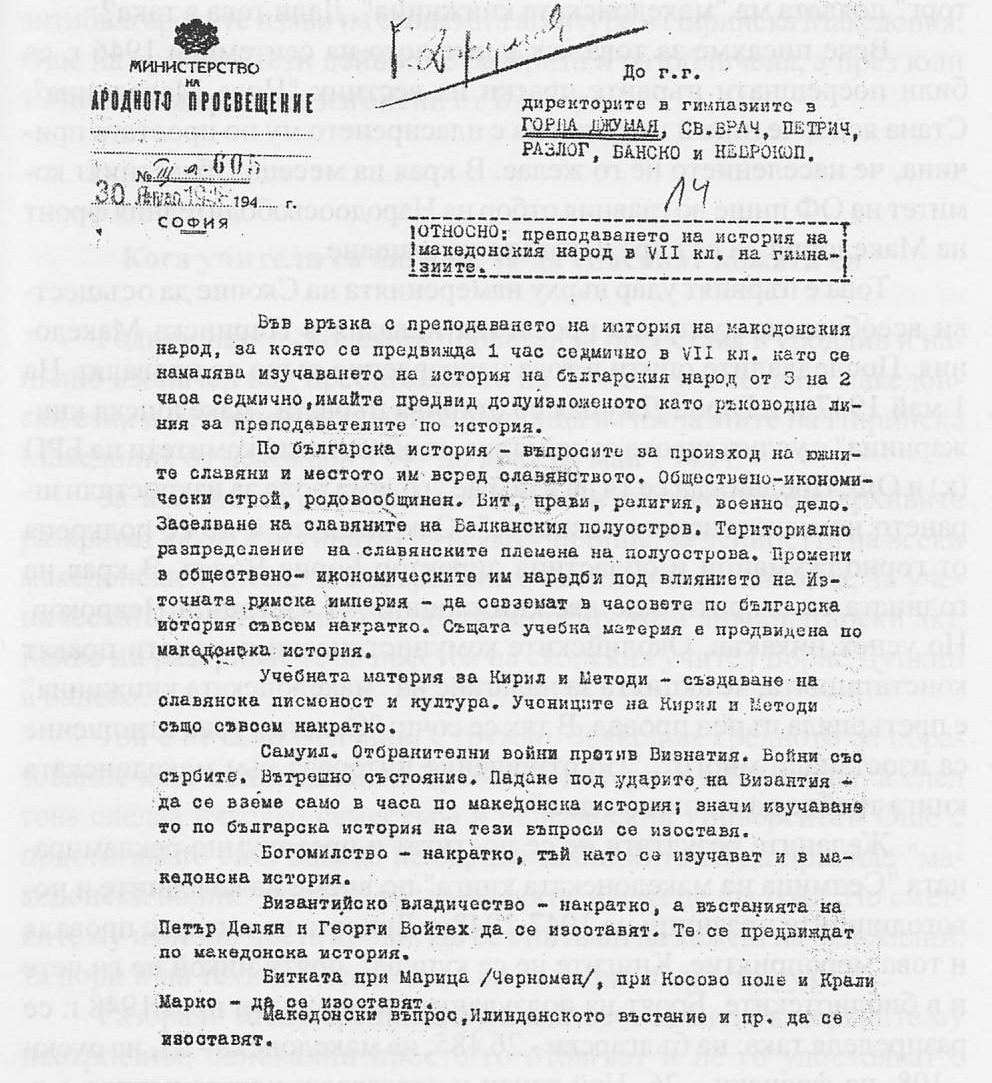
Наказ Міністерства освіти Народної Республіки Болгарії про початок вивчення учнями історії Македонії окремо від історії Болгарії від 30 січня 1948 року. Дано інструкції щодо того, які розділи шкільного матеріалу виключити, щоб відповідати новому історичному наративу для окремої історії Македонії.

Македонці в Болгарії (мак. Македонци во Бугарија, трансліт. Makedonci vo Bugarija) — національна меншина в Болгарії, зосередженою в Благоєвградській області та столиці Софії. У 1998 році їх кількість коливалася від 15 000 до 25 000. У 2006 році, за особистою оцінкою провідного місцевого етнічного македонського активіста Стойко Стойкова, вони нараховували вже від 5000 до 10 000 осіб. Перепис 1992 року вказував на 10 830 македонців, але в переписі 2001 року ця цифра зменшилася до 5 071. Однак за переписом населення Болгарії 2011 року лише 1654 особи назвали себе етнічними македонцями. Зараз вони не визнаються етнічною меншиною, але були визнані такою між 1946 і 1958 роками.
У цей період відбувся сплеск македонської політики, уряд дійшов до того, що оголосив нещодавно кодифіковану македонську мову офіційною мовою Піринського регіону. Болгарська комуністична партія була змушена Йосипом Сталіним прийняти формування окремої македонської нації, щоб разом із югославськими та грецькими комуністами створити Об’єднану македонську державу як частину запланованої Балканської комуністичної федерації. Хоча під час перепису 1934 року македонців у Болгарії не було зафіксовано, результати переписів 1946 та 1956 років показали їх кількість майже 190 000. Є чіткі ознаки того, що більшість населення Благоєвградської області тоді було зараховано до етнічних македонців за наказом влади.
Однак незабаром виникли розбіжності щодо македонського питання. У той час як болгари передбачали державу, де Югославія та Болгарія будуть поставлені на рівних, югослави бачили Болгарію як сьому республіку в розширеній Югославії. Їхні відмінності також поширювалися на національний характер македонців – тоді як Болгарія вважала їх національним відгалуженням болгар, югослави вважали їх людьми, які не мають нічого спільного з болгарами. Таким чином початкова толерантність до македонізації болгарської Македонії поступово переросла у відкриту зміну цієї політики, отже, оскільки такої нації та мови не існувало до 1945 року, їх не існує взагалі.
Сьогодні болгарська влада заперечує будь-яке існування македонської меншини в країні, стверджуючи, що між обома громадами немає етнічної різниці, тоді як Скоп'є наполягає на наявності такої окремої громади, де деякі кола заявляють про 750 000 пригноблених македонців.

## Передумови
До 1913 року більшість слов'яномовного населення всіх трьох частин регіону Македонія вважали болгарами. У жовтні 1925 року слов'янське населення болгарської частини Македонії відбило короткочасне вторгнення Греції, воюючи разом з болгарською армією. Під час Другої світової війни більшість частин югославської та грецької Македонії були анексовані Болгарією, а місцеві слов’яномовні вважалися та самоідентифікувалися як македонські болгари. Лише набагато пізніше процес формування македонської національної ідентичності набрав обертів. Після 1944 року Народна Республіка Болгарія та Соціалістична Федеративна Республіка Югославія почали політику перетворення Македонії на сполучну ланку для створення нової Балканської Федеративної Республіки та стимулювання там розвитку окремої слов’яно-македонської свідомості. Комуністична партія Греції, а також її братські партії в Болгарії та Югославії вже зазнали впливу Комінтерну, і це була єдина політична партія в Греції, яка визнавала македонську національну ідентичність. Область Вардарської Македонії отримала статус республіки, що входить до складу Югославії, Соціалістичної Республіки Македонія, а в 1945 році була кодифікована окрема македонська мова. Місцеве слов'янське населення було оголошено етнічно македонським - новою національністю, яка мала відрізнятися від болгар чи сербів.

## Історія

### Визнання національної меншини
Протягом кількох років після війни югославський і болгарський лідери Йосип Броз Тіто і Георгі Димитров працювали над проєктом об'єднання своїх двох країн у Балканську Федеративну Республіку відповідно до проєктів Балканської Комуністичної Федерації. Як поступку югославській стороні болгарська влада погодилася на визнання окремої македонської етнічної приналежності та мови як частини свого населення в болгарській частині географічної Македонії. Це була одна з умов Бледської угоди, підписаної між Югославією та Болгарією 1 серпня 1947 року. У листопаді 1947 року під тиском югославів Болгарія також підписала договір про дружбу з Югославією, і вчителі були направлені з Соціалістичної Республіки Македонія до Благоєвградської області для викладання щойно кодифікованої македонської мови. Президент Болгарії Георгій Дімітров прихильно ставився до македонського питання. Комуністичний уряд Болгарії знову був змушений адаптувати свою позицію до радянських інтересів на Балканах. У той же час організація старого націоналістичного руху Внутрішня македонська революційна організація (ВМРО) у Болгарії була придушена болгарською комуністичною владою.

### Скасування визнання
Однак незабаром виникли розбіжності щодо македонського питання. У той час як Димитров передбачав державу, де Югославія та Болгарія були б поставлені на рівні, а Македонія була б більш-менш приєднана до Болгарії, Тіто бачив Болгарію як сьому республіку в розширеній Югославії, якою жорстко керували з Белграда. Їхні відмінності також поширювалися на національний характер македонців – тоді як Димитров вважав їх національним відгалуженням болгар, Тіто вважав їх незалежною нацією, яка не мала нічого спільного з болгарами. Таким чином початкова толерантність до македонізації болгарської Македонії поступово переросла в відверту тривогу. В результаті поступова зміна цієї політики відбулася в Болгарії після розколу Тіто і Сталіна в 1948 році. Зміна політики відбулася в 1958 році. На пленумі Болгарської комуністичної партії, що відбувся того ж року, було прийнято рішення про те, що македонської нації та мови не існує. Після цього викладання македонської мови було припинено, а македонські вчителі були вислані з Югославії. З 1958 року Болгарія не визнавала македонську меншину в Піринському регіоні, і за наступні десять років македонське населення зі 178 862 осіб скоротилося лише до 1600 осіб. Березневий Пленум ЦК БКП відкрито засуджує будь-яке уявлення про «окрему македонську націю» в Болгарії. Однак у 1964 році чотирьох людей судили за те, що вони написали на стіні ресторану: «Ми македонці» і «Хай живе македонська нація».

### Після падіння комунізму
Після падіння комунізму на початку 1990-х років було створено різні асоціації, які представляли меншість, зокрема асоціація Об’єднана македонська організація (UMO-Ilinden), політична партія Об’єднана македонська організація: Ilinden–Pirin (UMO Ilinden-Pirin) та Внутрішня Македонська Революційна Організація - Незалежна (ВМРО-І). Ці організації закликали до відновлення прав, наданих македонцям у 1940-1950-х роках. Республіка Болгарія не визнала македонську мову. Однак у 1999 році мовну суперечку між двома країнами було вирішено за допомогою фрази: «офіційна мова країни відповідно до її конституції». З початку 1990-х років було багато спекуляцій щодо розміру меншості. Всесвітня книга фактів Центрального розвідувального управління за 1992 - 1998 дає оцінки між бл. 221 800 – 206 тис. або приблизно 2,5% від загальної чисельності населення. Однак не надається жодної інформації про те, як були отримані дані. Пізніші видання, наприклад, видання 2011 не вказували відсоток для македонців, а натомість включили їх до групи «інші», яка складається з 0,7% населення та включає, серед інших, росіян, вірмен і влахів.
У 2006 році, за особистою оцінкою провідного місцевого етнічного македонського політичного активіста Стойко Стойкова, нинішня кількість громадян Болгарії з етнічною македонською самосвідомістю становить від 5000 до 10 000. Він стверджував, що результати перепису населення 2011 року, в якому було нараховано лише 1654 македонця, є наслідком маніпуляцій. Стойков пояснив, що з цієї цифри навіть близько 1000 осіб були зареєстровані як громадяни Македонії. За даними Болгарського Гельсінського комітету, переважна більшість населення Піринської Македонії має болгарську національну самосвідомість і регіональну македонську ідентичність, подібну до македонської регіональної ідентичності в грецькій Македонії. Крім того, більшість болгар вважають, що більшість населення Північної Македонії є болгарами.
Тим часом у 1999 році Іван Костов і Любчо Георгієвський, прем’єр-міністри Болгарії та Північної Македонії відповідно, підписали спільну декларацію, яка проголошувала відсутність македонської меншини в Болгарії.

## Результати перепису

### Державне втручання
З 20 по 31 грудня 1946 року в Народній Республіці Болгарія проводився перепис населення, під час якого 27 грудня губернатор Благоєвградської області надіслав телеграму з розпорядженням, щоб усі болгари (за винятком переселенців з інших регіонів Болгарії) регіону були переселені вважалися етнічними македонцями, включаючи болгарських мусульман. Згідно з результатами перепису 169 544 жителя Болгарії назвали себе етнічними македонцями. Із загальної кількості 252 908 жителів Благоєвградської області 160 541 або приблизно 64% населення визнали себе етнічними македонцями. Інші області декларації Македонії були 2,638 у Софії, 2,589 у Пловдиві, 1,825 у Бургасі та ще 1,851 були розкидані по всій Болгарії. 
Примусову зміну етнічної приналежності населення підтвердив лідер опозиційної партії BZNS «Нікола Петков», який 30 грудня 1946 року заявив, що «населення огидне цим огидним порушенням совісті». Це підтвердили екс-президент Республіки Болгарія Петар Стоянов.
| Етнічні групи в Благоєвградській області (перепис 1946 р.) | Неврокоп | %     | Горна Джумая | %     | Святий Врач | %     | Петрич | %    | Розлог | %     | Усього  | %      |
| Македонці                                                  | 29,251   | 45,1% | 24 169       | 47%   | 41,247      | 82,5% | 42,047 | 91%  | 23,837 | 60%   | 160 541 | 63,64% |
| Болгари                                                    | 14 007   | 21,5% | 24 825       | 48,3% | 7600        | 15,1% | 2,927  | 6,4% | 5,066  | 12,8% | 54,425  | 21,5%  |
| Македонські чи болгарські мусульман                        | 18,174   | 27,9% | 874          | 1,7%  | 55          | 0,1%  | 35     | 0,1% | 9,786  | 24,6% | 28 924  | 3,03%  |

Існують вагомі ознаки того, що більшість населення Благоєвградської області проти їхньої волі було зараховано до етнічних македонців під час перепису 1946 та 1956 років.
У 1956 році 187 789 жителів Болгарії назвали себе етнічними македонцями. З 281 015 жителів Благоєвградської області 178 862 особи назвали себе македонцями; показник, який залишився незмінним і становить приблизно 64% населення. Інші області македонської декларації складалися з: 4046 із Софії, 1955 із Пловдива, а решта 2926 були розкидані по всій Болгарії. 

### Скасування државного втручання
Зміни в чисельності населення відбулися під час перепису 1965 року, коли люди в провінції були оголошені вільними як болгари, протягом десяти років 187 789 сильна македонська меншина скоротилася до лише 9 632 осіб.
Перепис 1965 року нарахував лише 9632 особи, які назвали себе македонцями. З них 1732 прийшли з Благоєвградської області, а 8195 були з інших регіонів Болгарії. 
За переписом 1992 року 10 803 особи назвали себе македонцями. З них 3500 зареєстрували македонську як рідну мову. За словами президента Болгарського Гельсінського комітету Красимира Канева, реальна кількість македонців у Болгарії коливається від 15 до 25 тисяч.
Результати перепису 2001 року в Благоєвградській області Болгарії. 
| Етнічні групи в Благоєвградській області (перепис 2001 р.) | Усього  | %       |
| Болгари                                                    | 286,491 | 83,97%  |
| Македонці                                                  | 3117    | 0,91%   |
| Інші                                                       | 51,565  | 15,12%  |
| Усього                                                     | 341,173 | 100,00% |

Що стосується самоідентифікації, загалом 1654 особи офіційно назвали себе етнічними македонцями під час останнього перепису населення Болгарії в 2011 році (0,02%), і 561 з них проживають у Благоєвградській області (0,2%). У Болгарії постійно проживає 1091 громадянин Північної Македонії.

## Політичне представництво
Партія ОМО Ілінден-Пірін стверджує, що представляє етнічну македонську меншину в Болгарії. У 2007 році вона була прийнята в члени Європейського вільного альянсу. 29 лютого 2000 року рішенням Конституційного суду Болгарії ОМО Ілінден-Пірін було заборонено як сепаратистську партію, яка заборонена конституцією Болгарії, яка також забороняє партії за етнічними та релігійними ознаками. 25 листопада Європейський суд з прав людини в Страсбурзі засудив Болгарію за порушення права ОМО Ілінден-Пірін на організацію мітингів. Суд заявив, що Болгарія порушила Закон 11 Європейської конвенції з прав людини. УМО-Ілінден звинуватили у фінансуванні урядом Скопі, що підтвердили самі члени партії.
Після падіння комунізму було створено багато інших македонських організацій, серед яких вони; Незалежна македонська асоціація – Ілінден, традиційна македонська організація — TMO, Союз за процвітання Піринської Македонії, Комітет репресій проти македонців у Піринській частині Македонії, Комітет солідарності та боротьби Піринської Македонії, Македонська демократична партія та Народна академія Піринської Македонії.

## Македонськомовні ЗМІ
У 1947 році була заснована газета «Пірински вестник» і створено видавництво «Македонська книга». Це було частиною заходів з просування македонської мови та свідомості, і згодом було закрито в 1958 році. На початку 1990-х років була створена нова газета для етнічної македонської меншини в Благоєвградській області, вона називається « Народна воля» і її головний офіс знаходиться в Благоєвграді. Ідеологія газети подібна до офіційної державної політики та історіографії Північної Македонії. Серед його основних тем — історія та культура Македонії та македонців у Болгарії.

## Рішення Європейського суду з прав людини та Європейського парламенту
Македонцям було відмовлено у праві зареєструвати політичні партії (див. Об’єднану македонську організацію «Ілінден» та «ОМО Ілінден» — PIRIN) на тій підставі, що партія була «етнічною сепаратистською організацією, фінансованою іноземним урядом», що суперечить болгарській конституції. Однак Конституційний суд не заборонив партії « Євророма» (Євророма) і «ДПС», які багато в чому вважаються етнічними. Європейський суд з прав людини постановив «одноголосно, що мало місце порушення статті 11 (свобода зібрань і асоціацій) Європейської конвенції з прав людини».
У листопаді 2006 року члени Європейського парламенту Мілан Горачек, Йост Лагендайк, Анжеліка Бір та Еллі де Гроен-Кувенховен внесли поправку до протоколу про приєднання Болгарії до Європейського Союзу, закликаючи «болгарську владу запобігати будь-яким подальшим перешкодам для зареєструвати політичну партію етнічних македонців (ОМО-Ілінден ПІРІН) і покласти край усім формам дискримінації та переслідувань по відношенню до цієї меншини».
28 травня 2018 року Європейський суд з прав людини виніс два рішучі рішення проти Болгарії в порушення статті 11 (свобода зібрань і об’єднань) Конвенції про захист прав людини і основоположних свобод. У двох рішеннях: Справа Васілева та Товариства репресованих македонців у Болгарії, Жертви комуністичного терору проти. Болгарія (заява № 23702/15); і Справа Македонського клубу етнічної толерантності в Болгарії та Radonov v. Болгарія (заява № 67197/13), Європейський суд з прав людини одноголосно постановив, що Болгарія порушила статтю 11 (свобода зібрань та асоціацій) Конвенції про захист прав людини та основних свобод, і що Болгарія повинна виплатити заявникам загальну суму 16 000 євро.

## Видатні особистості
- Дімітар Благоєв (1856 – 1924), політичний діяч і філософ[note 1]
- Крсто Енчев, співзасновник газети « Народна воля»[62]
- Георгій Христов, поет[63]
- Василь Івановскі (1906 – 1991), журналіст[64][note 2]
- Іван Катарджиєв (1926 – 2018), історик і політик[65]
- Йордан Костадінов, етнічний македонський правозахисник, співзасновник партії ОМО Ілінден[66]
- Славе Македонський, поет і письменник[67]
- Венко Марковський (1915 – 1988), письменник, поет і партизан[note 3]
- Крсте Місірков (18745 – 1926), філолог, письменник, історик та етнограф[note 4]
- Катерина Нурджієва (1922 – 2018), етнічна македонська активістка[note 5]
- Георгій Радулов, професор[68]
- Михайло Сматракалев, поет і громадський діяч[69][70]
- Георгій Солунський, актор[71][72]
- Стойко Стойков (історик), історик і журналіст
- Стефан Влахов Міцов, політичний діяч

## Див.також
- Політичні погляди на македонську мову
- Македонські болгари
- Болгари в Північній Македонії
- Історія Македонії